# Идрис Гергебильский
Идрис Гергебильский — наиб Койсубулинского участка, военачальник имама Шамиля. Аварец по национальности. Был назначен наибом в 1847 году, в возрасте 22 лет. Погиб в том же году во время Салтинского сражения.

## Биография
Родился в аварском ауле Гергебиль, приблизительно в 1825 году. С 12 лет начал слушать проповеди Гази-Мухаммада, в 15 записался в мюриды Шамиля.
В феврале 1842 года Идрис становится участником обороны родового села. В одной из схваток Идрис потерял отца, дядю и брата, а его самого мюриды вывели в безопасное место.

### Наиб Шамиля
В 1847 году русские войска вновь двинулись к Гергебилю. Всё дееспособное население села было объявлено гарнизоном крепости, во главе которого был поставлен Идрис. Женщины и дети, вместе с имуществом, отправились с соседние сёла Кудутль и Аракани.
После первого же дня обороны молодой Идрис получил от Шамиля жёлтую чалму наиба и орден за храбрость. Идрису было также поручено днём оборонять село, а ночью совершать нападения на противника. Вскоре такая тактика принесла свои плоды. После длительного артиллерийского обстрела «запас снарядов, казавшийся вполне достаточным, истощился, а подвоз новых требовал нескольких недель». Поняв бессмысленность операции под Гергебилем, Воронцов снял осаду и направился в сторону Салты.

### Оборона Салты

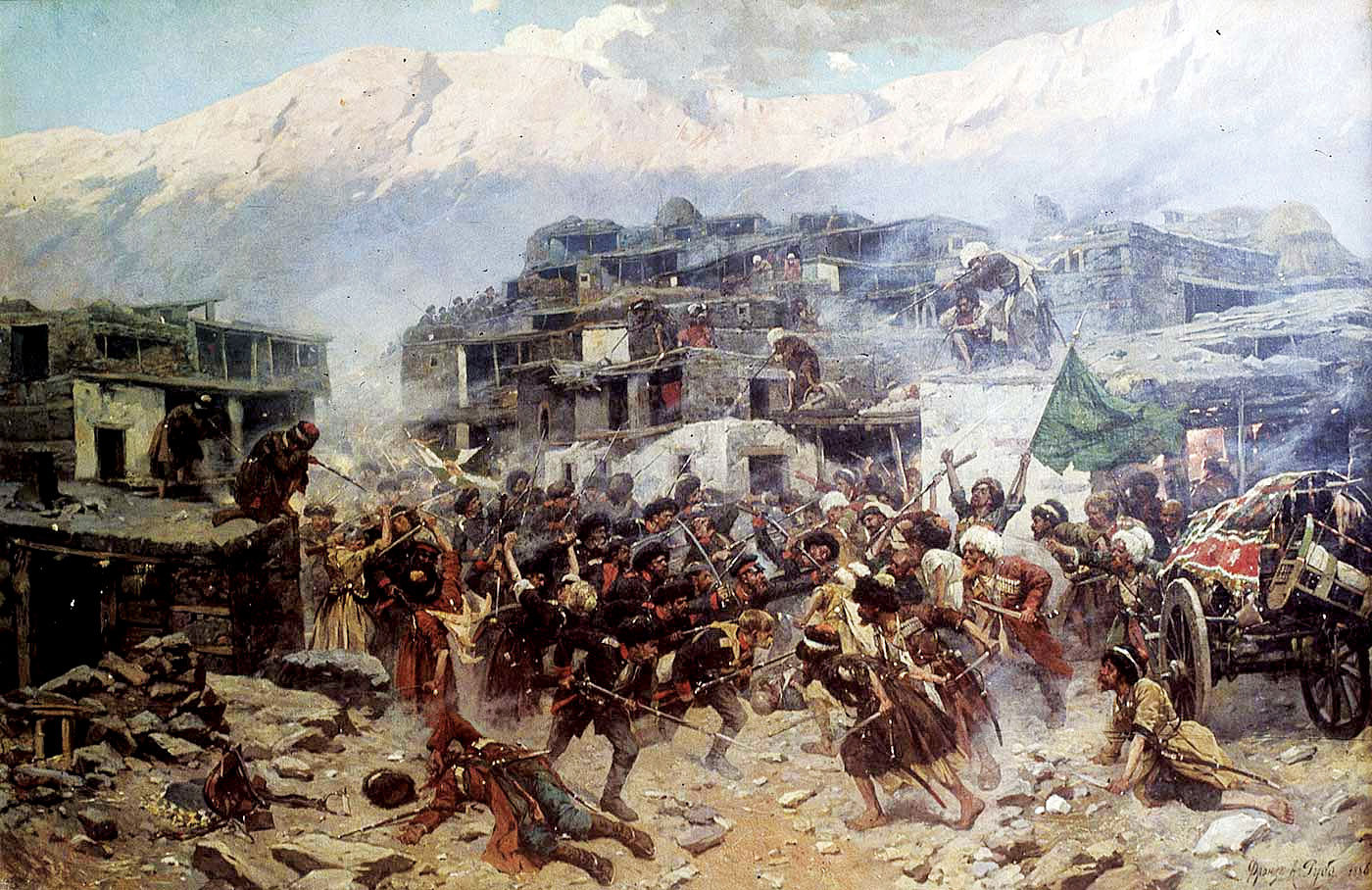
Штурм аула Салта. Худ. Ф. А. Рубо.

После удачной обороны Гергебиля, Шамиль назначил Идриса наибом всего койсубулинского общества и поручил ему возглавить защиту Салты, куда направились отряды Воронцова.
Для обороны Салты Идрису в подчинение было переведено 4400 человек и предоставлено 5 орудий. В июле 1847 года к Салте подошло 10-тысячное русское войско с 36 орудиями. Воронцов приказал войскам взять село в осаду и открыть по нему артиллерийский огонь. Из записок русского солдата: «Превосходство нашей артиллерии, конечно, не оставляло горцам надежды на сопротивление. Они надеялись лишь на свою храбрость и неустрашимость». Разрушив крепостные сооружения, Воронцов надеялся, что аварцы в ужасе капитулируют, однако падение части стен не помешало горцам успешно отразить атаки царских войск. Тогда, под прикрытием артиллерийской канонады, русские войска начали занимать овраги на подступах к Салте, строить блиндажи и редуты, рыть траншеи и устраивать безопасные ходы, постепенно приближаясь к крепости. Разрушив все башни и защитные сооружения до основания при помощи минных устройств, под массированным пушечным огнём Воронцов бросил свои отряды на решительный штурм.

#### Гибель
Видя, что отстоять аул в этой ситуации не удастся, Идрис приказал совершить прорыв окружения. Идрис со своим отрядом прорвался через ущелье к реке, но попал под огонь замаскированных артиллерийских батарей.

Известны две версии обстоятельств его гибели. По одной из них, боевые товарищи вынесли его с поля боя и похоронили на берегу реки. Позже была обнаружена могила с надгробием, на котором на арабском языке написано имя Идрис. Именно на эту могилу гергебильцы совершают зиярат, чтобы почтить память своего юного, героически погибшего односельчанина.
Но, согласно другой версии, Пирогов (1810–1881) ампутировал голову погибшего в ходе штурма Идриса. Как настоящий врач, по свидетельствам современников, Пирогов не делал различия между "своими" и "чужими", оказывая необходимую помощь всем, кто в ней нуждался, включая пленных горцев, найденных в руинах Салта. Но наиба Идриса спасти он не смог. Пирогов вернулся в Петербург с большим багажом. Ученые восторгались блестящими результатами его операцией с применением эфирного наркоза в боевых условиях. А обыватели толпились у анатомического театра, где был выставлен привезенный Пироговым необыкновенный трофей – череп убитого наиба Идриса. Правда, привез он его в совершенно иных целях – для изучения антропологического типа кавказских горцев.

## Память
Именем койсубулинского наиба названы улицы в сёлах Гергебиль и Курми Гергебильского района Дагестана. В Гергебиле также действует конный завод имени Идриса, владельцем которого является прямой потомок наиба. Дагестанский историк Юсуп Дадаев посвятил Идрису одноимённую научно-популярную монографию, в которой он повествует о жизни и деятельности молодого героя.